# Teracotona obscurior
Teracotona obscurior är en fjärilsart som beskrevs av Wichgraf 1908. Teracotona obscurior ingår i släktet Teracotona och familjen björnspinnare. Inga underarter finns listade i Catalogue of Life.